# Liste der Mitglieder der Deutschen Akademie der Naturforscher Leopoldina/1905
Die Liste der Mitglieder der Deutschen Akademie der Naturforscher Leopoldina für 1905 enthält alle Personen, die im Jahr 1905 zum Mitglied ernannt wurden. Insgesamt gab es neun neu gewählte Mitglieder.

## Neu gewählte Mitglieder
| Nr.  | Name                                         | Geboren       | Aufnahme | Gestorben     | Fachsektion                                     | Bild                                         |
| ---- | -------------------------------------------- | ------------- | -------- | ------------- | ----------------------------------------------- | -------------------------------------------- |
| 3189 | Otto Appel                                   | 19. Mai 1857  | 11. Feb. | 10. Nov. 1952 | Botanik                                         |                                              |
| 3190 | Ernst Karl Ferdinand Roth                    | 13. Aug. 1857 | 24. Mrz. | 5. Sep. 1918  | Botanik                                         |                                              |
| 3191 | Franz August Max Walter Gebhardt             | 22. März 1870 | 1. Okt.  | 3. März 1918  | Zoologie und Anatomie                           | Franz August Max Walter Gebhardt             |
| 3192 | Daniel Vorländer                             | 11. Juni 1867 | 1. Okt.  | 8. Juni 1941  | Chemie                                          |                                              |
| 3193 | Rudolf Hermann Friedrich Wilhelm Disselhorst | 4. Jan. 1854  | 1. Okt.  | 28. Jan. 1930 | Zoologie und Anatomie Wissenschaftliche Medizin | Rudolf Hermann Friedrich Wilhelm Disselhorst |
| 3194 | Eduard Brückner                              | 29. Juli 1862 | 18. Okt. | 20. Mai 1927  | Anthropologie, Ethnologie und Geographie        |                                              |
| 3195 | Ernst Immanuel Erdmann                       | 12. Feb. 1857 | 1. Nov.  | 17. Aug. 1925 | Chemie                                          |                                              |
| 3196 | Karl August Paul Eisler                      | 17. Feb. 1862 | 4. Nov.  | 31. Okt. 1935 | Zoologie und Anatomie                           |                                              |
| 3197 | Johann Heinrich Adolf Schenck                | 4. Apr. 1857  | 17. Nov. | 15. Sep. 1936 | Anthropologie, Ethnologie und Geographie        |                                              |